# مجله ویرگول
مجله ویرگول، دوفصل نامه ادبی و هنری به سردبیری محمد رمضانیاست که در آن مقالات، نقدها و گفتگوهایی مربوط به شعر و هنر ایران و جهان منتشر می‌شود.
نخستین شماره ویرگول به صورت غیررسمی به سردبیری محمد رمضانی در لاهیجان از پاییز ۱۳۹۲ آغاز شد که گستره توزیع آن گیلان و مازندران بود. ویرگول دو شماره به صورت غیررسمی در پاییز و زمستان ۱۳۹۲ منتشر کرد. در سال ۱۳۹۳ توقفی کوتاه داشت و نخستین شماره رسمی آن بر اساس پروانه انتشار با گستره توزیع سراسری در ایران همراه با بهار ۱۳۹۴ شروعی دوباره را آغاز کرد که در مدت زمان کوتاهی با نوعی نگاه جدید در ژورنالیسم مرسوم ایران به یکی از معتبرترین مجله‌های ادبی امروز ایران بدل گردید آن گونه که در نخستین سرمقاله رسمی خود می‌گوید: ویرگول شورشی علیه حکایتی تلخ است و خود راویِ تلخیِ شعر و شاعری و ادبیات ما. جایی که متن نظری و نقد سال‌هاست که زادهٔ انکشاف تجربه‌ای زنده نیست، از زندگی و تاملات خلاق فرا نمی‌رویَد، شاید رونویسی رخ‌دادی‌ست که در جای دیگر روی‌داده‌است. گیریم حالا جهان آن‌قدر در هم تنیده شده که دیگر آنجا همین‌جا باشد و دیگر این کپی برابر اصل شده و دیگر قبح دزدیدن و تن‌آسانی به دیده نمی‌آید؛ و این حکایت روشنفکری ما هم هست، که عمری تابع منابع ایدئولوژیک دست چندم آن‌سوی آب‌هاست و فضیلت هوش‌مندترین ما این بوده که زودتر از دیگری دست‌مان به منبع اصلی رسیده و دست‌برد زده‌ایم و به نام خود کرده‌ایم!
مجلهٔ ویرگول در شماره‌های ۱ تا ۸ خود مطالب مختلفی در رابطه با شخصیت‌هایی برجسته ادبیات ایران و جهان همچون، نیما یوشیج، خسرو گلسرخی، آنا آخماتووا، شیون فومنی، حافظ موسوی، اکبر اکسیر، شمس لنگرودی، علی عبدالرضایی، بیژن نجدی، عباس معروفی، علی باباچاهی، تی اس الیوت، ناظم حکمت، گروس عبدالملکیان، آرتور رمبو، پل ورلن، جلال آل احمد، استیگ داگرمن، امیلی دیکنسون، برتولت برشت، محمد آزرم، شهیار قنبری، یغما گلرویی، و … منتشر کرده‌است.

## گفتگوهای ویرگول
گفتگوهای ویرگول مصاحبه‌هایی ست خارج از مرسومات و تعارفات متداول ژورنالیسم از محمد رمضانی با چهره‌های شاخص شعرایران  که تا شماره هشت ویرگول تعداد آن از پانزده گفتگو بیشتر شده‌است، گفتگو با شاعرانی همچون مهرداد فلاح :گفتگویی بی پرده با مهرداد فلاح ، علی باباچاهی:  اگر مگسی در کلکته عطسه کند ، خواب پلنگی در دور افتاده‌ترین نقاط جهان آشفته می‌شود، گروس عبدالملکیان:شعر در سایه‌ها اتفاق نمی‌افتد ،حافظ موسوی، محمد آزرم،لیلا صادقی، گراناز موسوی، رزا جمالی، شهیار قنبری، یغما گلرویی، نیلوفر لاری پور

## ویژه‌نامه‌های ویرگول
مجله ویرگول در ویژه‌نامه‌ها به موضوعات مختلفی نظیر شعر پیشروی زنان ایران پس از انقلاب، شعر و زندگی روزمره، و ترانه پرداخته‌است.